# تگابو هیلز
تگابو هیلز (به عربی: تلال تاجابو) یک میدان آتشفشانی در سودان است که در دارفور واقع شده‌است.